# Horné Mýto
Horné Mýto (ungarisch Felsővámos – bis 1907 Vámosfalu) ist eine Gemeinde im Südwesten der Slowakei mit 925 Einwohnern (Stand 31. Dezember 2024). Sie gehört zum Okres Dunajská Streda, einem Teil des Trnavský kraj.

## Geographie

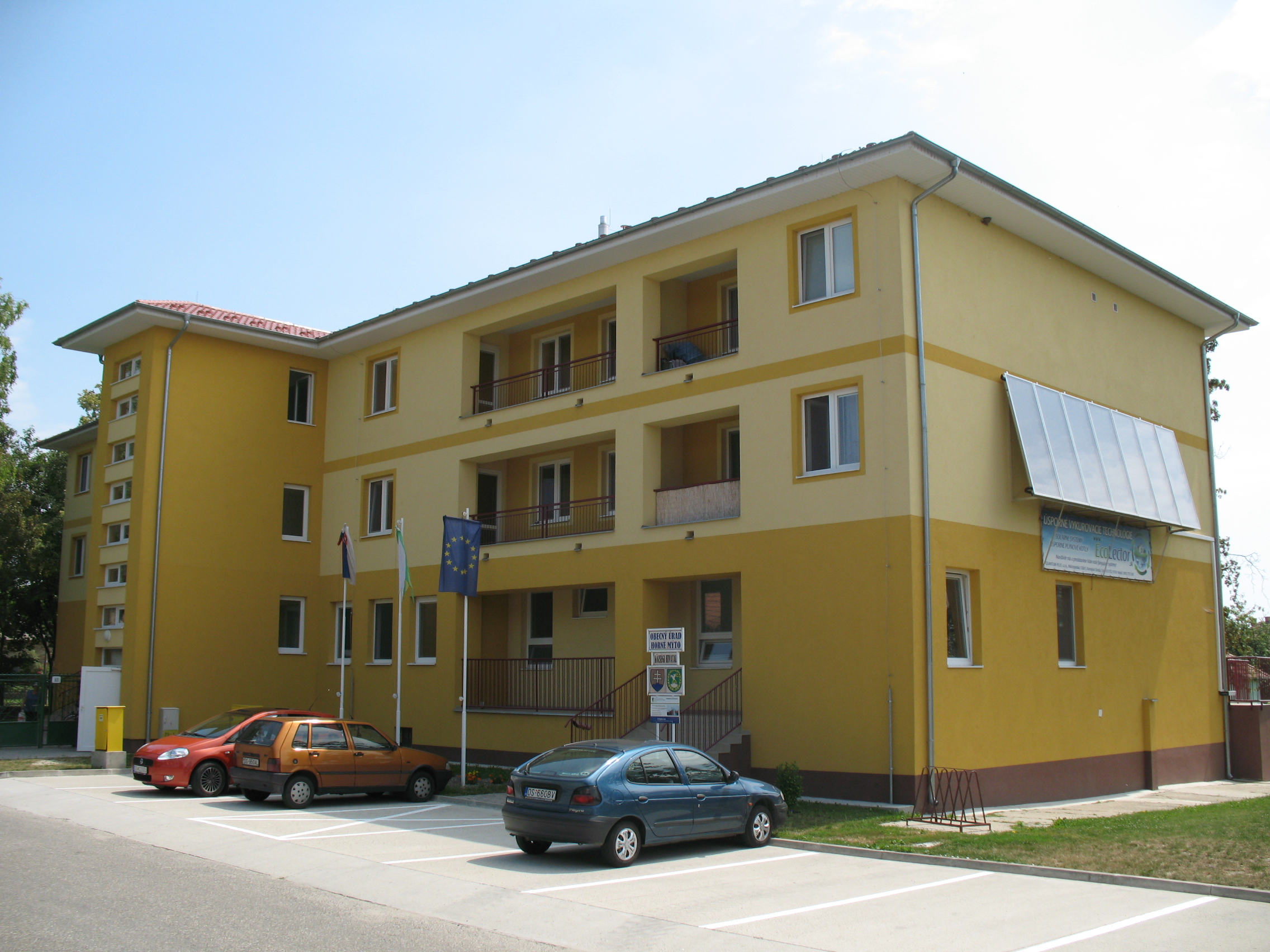
Sitz der Gemeindeverwaltung

Die Gemeinde befindet sich im Nordteil der Großen Schüttinsel, einem Teil des slowakischen Donautieflands. Das Gemeindegebiet wird von der Kleinen Donau im Norden sowie dessen Arm Klátovské rameno im Süden begrenzt. Das Ortszentrum liegt auf einer Höhe von 112 m n.m. und ist 13 Kilometer von Dunajská Streda entfernt.
Nachbargemeinden sind Jahodná im Nordosten und Norden, sehr kurz Tomášikovo im Norden, Trhová Hradská im Osten und Süden sowie Ohrady im Westen.

## Geschichte

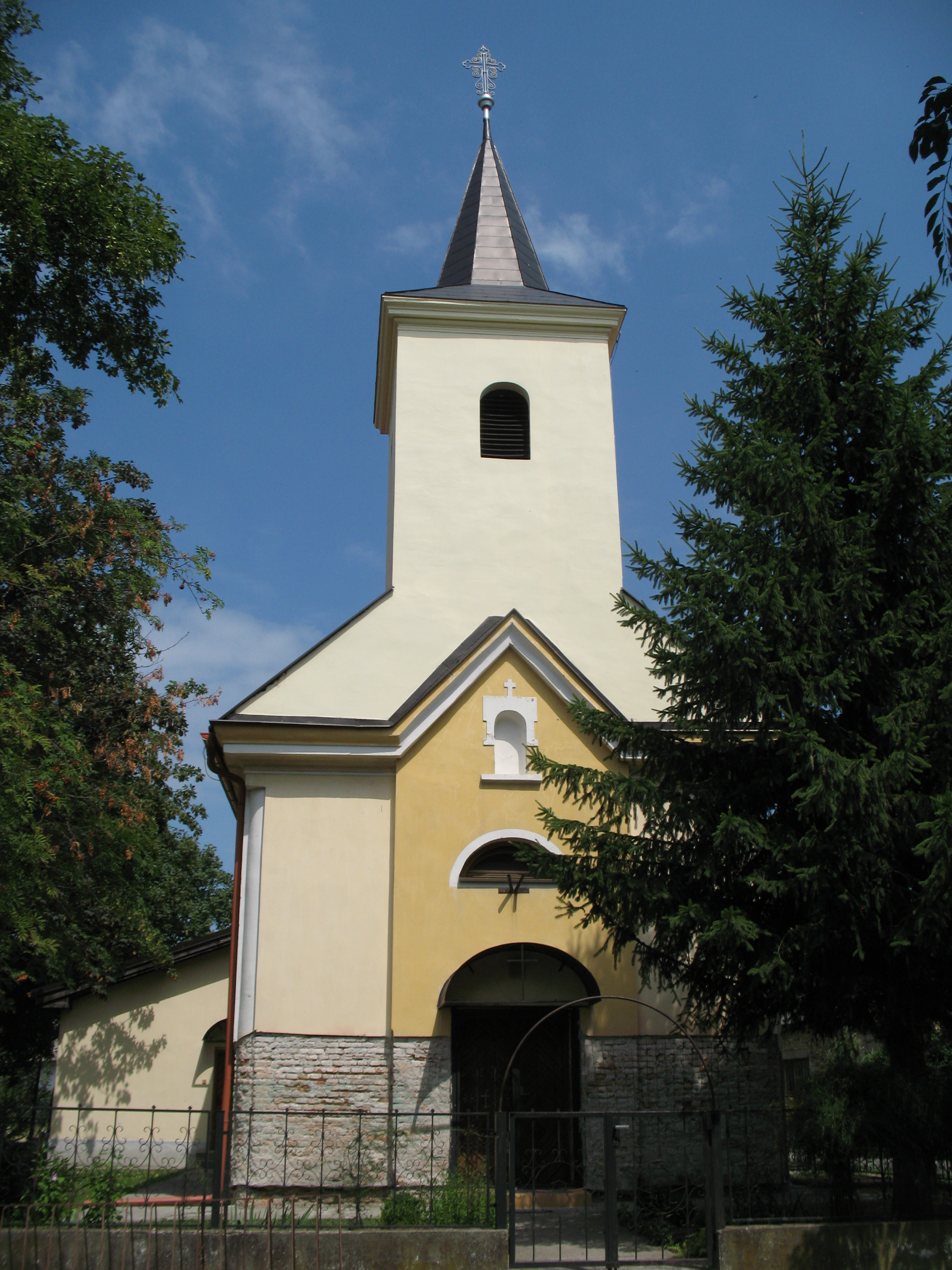
Kirche im Ort

Der Ort wurde zum ersten Mal 1268 als Wamus (andere Quellen geben erst 1406 als Wamosfalw an) schriftlich erwähnt und erhielt seinen Namen nach einer Mautstelle, die an der Furt über den Arm Klátovské rameno stand. 1553 besaß Gáspár Sérédy vier und Mihály Mérey drei Porta, für die eine Steuer fällig war. Außerdem betrieb das Herrschaftsgut von Eberhardt einen lukrativen Fischfangbetrieb, der hauptsächlich auf Störe ausgerichtet war. 1683 wurde die Ortschaft von den Türken in Mitleidenschaft gezogen, insgesamt 104 Einwohner wurden gefangen genommen. Später wurde das Geschlecht Pálffy Gutsbesitzer, wie bei vielen anderen Dörfern der Großen Schüttinsel. 1828 zählte man 67 Häuser und 485 Einwohner.
Bis 1919 gehörte der im Komitat Pressburg liegende Ort zum Königreich Ungarn und kam danach zur Tschechoslowakei beziehungsweise heute Slowakei. 1938–45 lag er aufgrund des Ersten Wiener Schiedsspruchs noch einmal in Ungarn.
Von 1960 bis 1990 war Horné Mýto zusammen mit Trhová Hradská in der Gemeinde Trhové Mýto fusioniert.

## Bevölkerung
| Jahr                | 1994 | 2004    | 2014    | 2024    |
| ------------------- | ---- | ------- | ------- | ------- |
| Anzahl der Personen | 945  | 977     | 959     | 925     |
| Unterschied         |      | +3,38 % | −1,84 % | −3,54 % |

| Jahr                | 2023 | 2024    |
| ------------------- | ---- | ------- |
| Anzahl der Personen | 908  | 925     |
| Unterschied         |      | +1,87 % |

Nach der Volkszählung 2011 wohnten in Horné Mýto 957 Einwohner, davon 873 Magyaren, 62 Slowaken und vier Tschechen. 18 Einwohner machten keine Angabe. 891 Einwohner bekannten sich zur römisch-katholischen Kirche, 17 Einwohner zur reformierten Kirche, vier Einwohner zur kongregationalistischen Kirche und zwei Einwohner zur evangelischen Kirche A. B.; ein Einwohner bekannte sich zu einer anderen Konfession. 15 Einwohner waren konfessionslos und bei 28 Einwohnern wurde die Konfession nicht ermittelt.

## Bauwerke
- römisch-katholische Kirche im Barockstil aus dem Jahr 1740, im 19. Jahrhundert klassizistisch gestaltet